# Paul Adriaan Daum
Paulus Adrianus (Paul Adriaan) Daum (Den Haag, 3 augustus 1850 – Laag-Soeren, 14 september 1898), publicerend als P.A. Daum of onder het pseudoniem Maurits, was een Nederlands journalist en schrijver wiens romans als feuilleton verschenen. Zijn meest gelezen werken zijn de romans Uit de suiker in de tabak en Goena-Goena.

## Levensloop
Daum werd geboren in een Haagse volksbuurt als zoon van een ongehuwde moeder. Hij genoot in zijn jeugd weinig onderwijs en kan daarom beschouwd worden als autodidact. Uit zijn tijd als kantoorklerk bij de Staatsspoorwegen dateren zijn eerste novellen. Hij bracht het tot journalist bij het Haagse dagblad Het Vaderland. In 1878
In 1879 vertrok hij naar Nederlands-Indië om te gaan werken bij het dagblad De Locomotief in Semarang. In 1883 werd hij hoofdredacteur van Het Indisch Vaderland. Nadat zijn kritische houding hem in conflict had gebracht met de autoriteiten in Semarang, vertrok Daum naar Batavia. Hij richtte in 1885 het Bataviaasch Nieuwsblad op, waarvan hij hoofdredacteur werd. Deze krant werd al snel de spreekbuis voor de Indische Nederlanders en ontleende een groot deel van zijn populariteit aan de romans die Daum als feuilleton publiceerde onder het pseudoniem Maurits. Als co-auteur van de ambtenaar en dichter Johan Jacob Estor schreef hij in 1886 ook een toneelstuk, De Hogerveldt's.
Nadat geconstateerd was dat hij aan een leverziekte leed, ging hij terug naar Nederland. Zijn laatste dagen sleet hij in de Geneeskundige Badinrichting Bethesda in Laag-Soeren. Hij stierf aan de gevolgen van malaria en werd begraven op de Oude Algemene Begraafplaats te Dieren. 
Zijn graf is in beheer bij Stichting Altvoorde te 's-Gravenhage, een organisatie die zich inzet voor het behoud van graven en grafmonumenten van Nederlandse cultuurdragers.

## Waardering
Daum leeft voort vanwege zijn romans, maar vervulde daarnaast als vooraanstaand journalist een centrale rol in de Nederlandse gemeenschap in Indië. 
De novellen die P.A. Daum geschreven heeft voordat hij naar Indië vertrok, deed hij in het voorwoord van zijn eerste Indische roman Uit de suiker in de tabak af als "prulwerk" en "kostschoolliteratuur". In Indië had hij intussen het werk van Émile Zola, de grondlegger van het naturalisme in de literatuur, leren kennen. Zola werd zijn grote literaire voorbeeld en hij wilde afstand doen van zijn eerdere werk, dat een idealistische inslag had en naar zijn eigen oordeel niet "naar het leven geschreven" was.
Zijn romans, waarin hij scherp en ironisch observerend de "ups en downs" van Indische Nederlanders binnen de koloniale samenleving beschrijft, zijn te beschouwen als naturalistisch, maar worden door zijn leesbare schrijfstijl nooit zwaarwichtig of hoogdravend. Hij was wars van literaire mooischrijverij. Door E. du Perron en Menno ter Braak, redacteuren van Forum - het meest toonaangevende literaire tijdschrift van het interbellum - werd hij dan ook bewonderd als een "schrijver van het gezonde verstand". Dankzij hen kreeg hij niet alleen in Nederlands-Indië, maar veertig jaar na zijn dood ook in Nederland, erkenning als een belangrijk auteur.
In Daums romans worden de vrouwelijke rollen steevast realistisch ingevuld, wat wil zeggen dat de vrouwen naar hun prestatie worden gewaardeerd. Daarnaast pleitte Daum voor de maatschappelijke verheffing van de Indische Nederlanders, de halfbloeden van Nederlands-Indonesische afkomst. In beide gevallen was zijn stellingname baanbrekend in het Indië van zijn tijd.   

## Literair werk

### Novellen
- Door den nood eruit, 1874
- Te oud en te jong?, 1874
- Gebroken!, 1876
- Eene dame die voorlezingen houdt (Oorzaken en gevolgen), 1876
- Oneffen paden, 1876, bestaande uit drie novellen:
  - Fortuinwisselingen
  - Carrière gemaakt
  - Koorn onder het kaf
- De Australische Cassette, 1877
- Bekeerd, 1878
- Ontzusterd, Indische schets, 1897

### Toneel
- De Hogerveldt's. Oorspronkelijk Tooneelspel in 3 Bedrijven, 1886 (i.s.m. J.J. Estor)

### Romans
De romans verschenen eerst als feuilleton in Het Indisch Vaderland of het Bataviaasch Nieuwsblad en pas later in boekvorm.
- Uit de suiker in de tabak, 1883-84, in boekvorm 1885
- Hoe hij Raad van Indië werd, 1884-85, in boekvorm 1888
- In en Uit 's Lands Dienst, tetralogie, 1885-1888, bestaande uit:
  - De Van der Linden's c.s., 1885, in boekvorm 1889
  - L. van Velton-van der Linden, 1885-86, in boekvorm 1886
  - H. van Brakel, Ing. B.O.W., 1886, in boekvorm 1890
  - Indische mensen in Holland, 1888, in boekvorm 1890
- Goena-goena, 1887, in boekvorm 1889 (editie 1936)
- "Ups" en "Downs" in het Indische leven, 1890, in boekvorm 1892
- Nummer Elf, 1889, in boekvorm 1893
- Aboe Bakar, 1893, in boekvorm 1894

### Ander werk
- Batavia-Amsterdam. Reisschets

## Secundaire literatuur
- Gerard Termorshuizen, P.A. Daum. Journalist en romancier van tempo doeloe. Nijgh & Van Ditmar, Amsterdam, 1988. ISBN 90 236 6735 2